# Hydraulická kapalina
Hydraulické kapaliny jsou média, jejichž prostřednictvím se v hydraulických systémech přenáší výkon. Běžnými hydraulickými kapalinami jsou minerální olej nebo voda. Mezi zařízení, kde se používají hydraulické kapaliny, patří bagry, nakladače, popelářské vozy, hydraulické brzdové systémy, hydraulické posilovače řízení, převodovky, řídicí systémy letadel a různé průmyslové stroje.
Hydraulické systémy nejúčinněji fungují, má-li hydraulická kapalina nízkou stlačitelnost.

## Funkce a vlastnosti
Primární funkcí hydraulické kapaliny je přenášet výkon. Má ale také další funkce, například ochranu hydraulických komponent stroje před opotřebením a korozí. V níže uvedené tabulce jsou shrnuty hlavní funkce hydraulické kapaliny a vlastnosti, které ovlivňují schopnost dané funkce plnit:
| Funkce                            | Vlastnost |
| --------------------------------- | --- |
| médium pro přenos výkonu a řízení | - nízká stlačitelnost (vysoký modul objemové pružnosti) - rychlé vylučování vzduchu - malá pěnivost - malá těkavost |
| médium pro přenos tepla           | - dobrá tepelná kapacita a vodivost |
| těsnicí médium                    | - dostatečná viskozita a viskozitní index - smyková stabilita |
| mazivo                            | - dostatečná viskozita pro udržení filmu - nízká změna viskozity s teplotou - tepelná a oxidativní stabilita - hydrolytická stabilita / odolnost proti vodě - čistota a filtrovatelnost - oddělitelnost - protiotěrové vlastnosti - ochrana proti korozi |
| účinnost čerpání                  | - dostatečná viskozita k minimalizaci vnitřních průsaků - vysoký viskozitní index |
| zvláštní funkce                   | - odolnost proti ohni - změny při tření - odolnost proti radiaci |
| dopady na životní prostředí       | - nízká toxicita v základním nebo rozloženém stavu - biodegradabilita |
| životnost                         | - materiálová kompatibilita |